# Echte Aloe

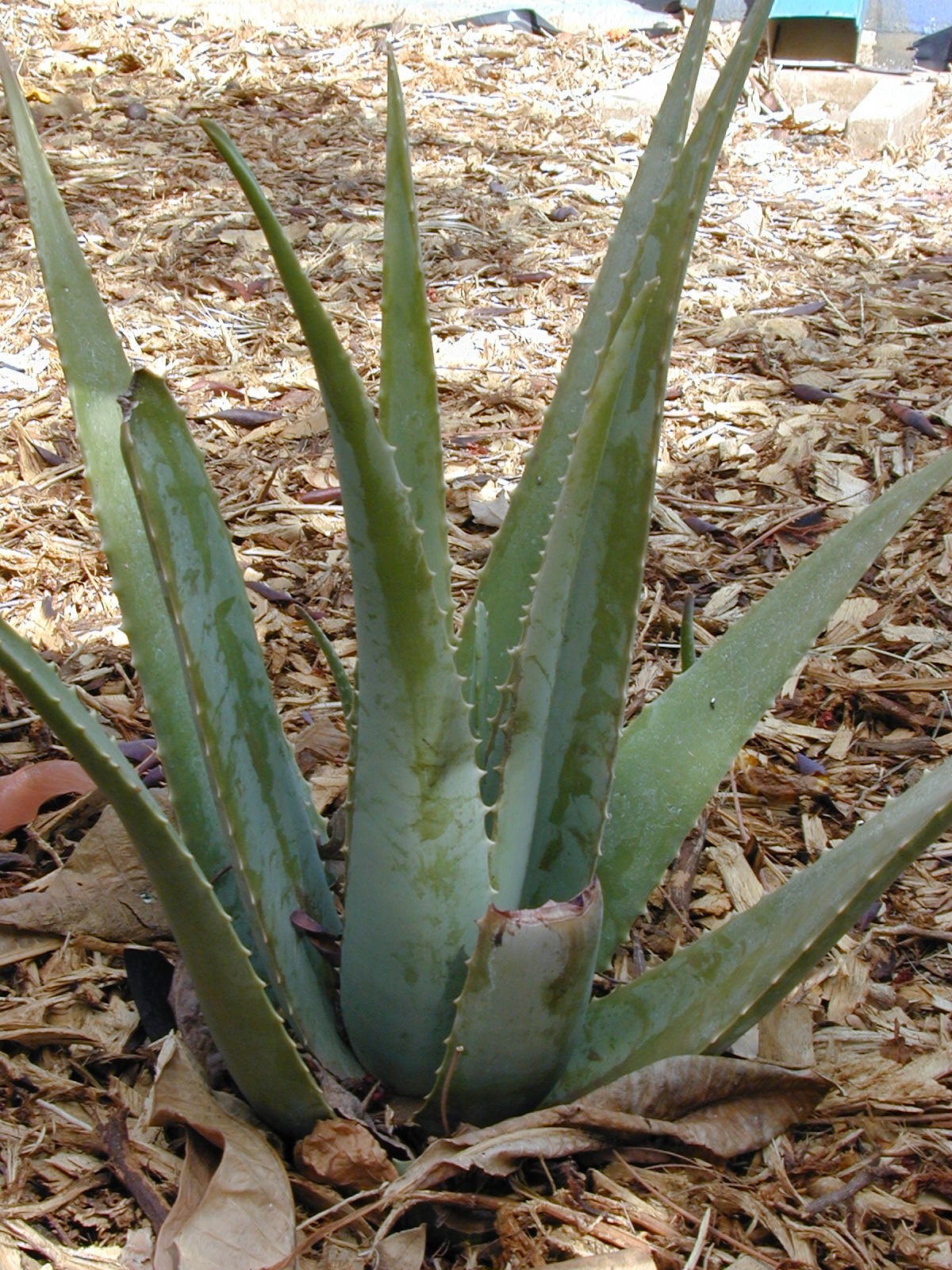
Echte Aloe (Aloe vera), Habitus

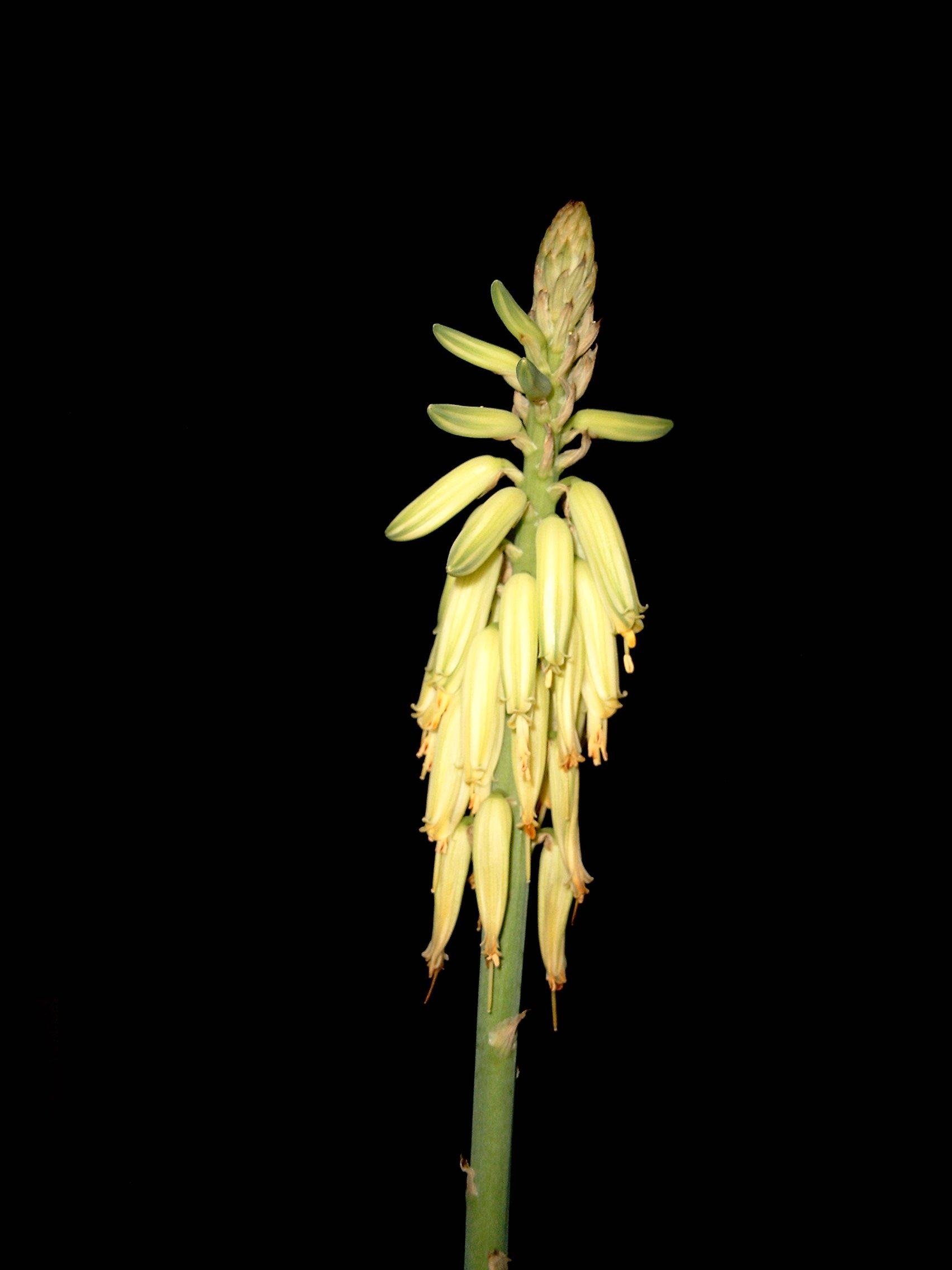
Blütenstand einer Aloe vera aufgeblüht

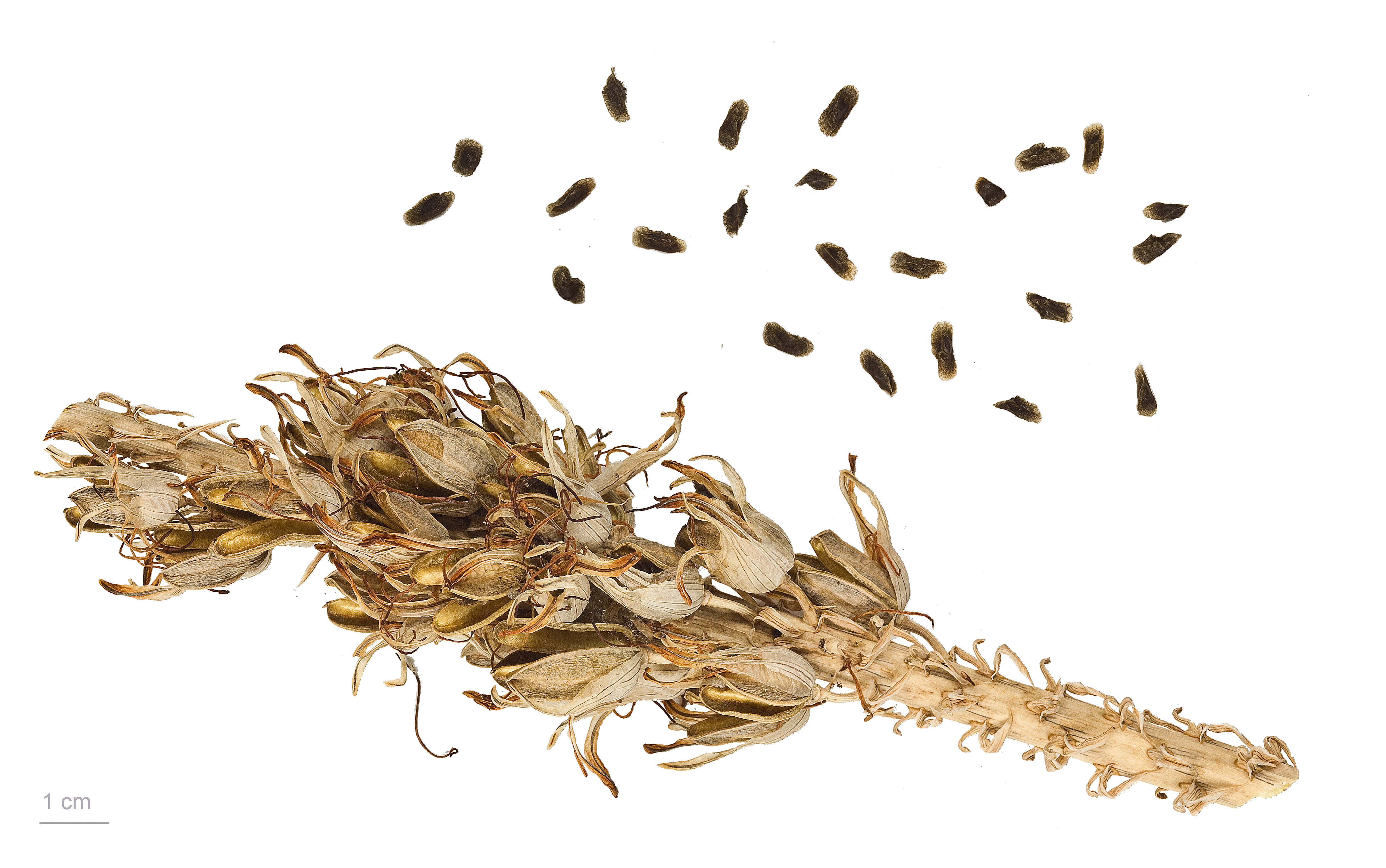
Früchte und Samen von Aloe vera

Die Echte Aloe (Aloe vera) ist eine Pflanzenart aus der Gattung der Aloen (Aloe) in der Unterfamilie der Affodillgewächse (Asphodeloideae). Das Artepitheton vera stammt aus dem Lateinischen und bedeutet „echt“.

## Beschreibung

### Vegetative Merkmale
Aloe vera wächst stammlos oder mit kurzen Stämmen, ist sprossend und bildet dichte Gruppen. Der Stamm erreicht einen Umfang von bis zu 30 Zentimetern. Die etwa 16 lanzettlich-verjüngten Laubblätter sind dicht rosettig am Stamm angeordnet. Ihre 40 bis 50 Zentimeter lange und 6 bis 7 Zentimeter breite Blattspreite ist graugrün und manchmal rötlich überhaucht. Die Blattoberfläche ist glatt. An den leicht rosafarbenen Rändern befinden sich im Abstand von 10 bis 20 Millimetern etwa 2 Millimeter lange, feste bleiche Zähne. Der getrocknete Blattsaft ist gelb.

### Blütenstände und Blüten
Der einfache oder ein- bis zweimal verzweigte Blütenstand ist 60 bis 90 Zentimeter lang und trägt zylindrisch spitz zulaufende Trauben von 30 bis 40 Zentimeter Länge und 5 bis 6 Zentimeter Breite. Die eiförmig-spitzen, zurückgeschlagenen Tragblätter sind 10 Millimeter lang und 3 bis 5 Millimeter breit. Die gelben Blüten sitzen an etwa 5 Millimeter langen Pedicellussen (Blütenstielen). Die etwa 28 bis 30 Millimeter langen Blüten sind leicht bauchig und an ihrer Basis gerundet. Auf Höhe des Fruchtknotens weisen sie einen Durchmesser von 7 Millimeter auf. Darüber sind sie erweitert und schließlich an der Mündung verengt. Ihre äußeren Perigonblätter sind auf einer Länge von 18 Millimetern nicht miteinander verwachsen. Die Staubblätter und der Griffel ragen 3 bis 5 Millimeter aus der Blüte heraus.

### Genetik
Die Chromosomenzahl beträgt 2n = 14.

## Systematik und Verbreitung
Die ursprüngliche Heimat von Aloe vera liegt möglicherweise auf der arabischen Halbinsel. Kultiviert wird sie in allen subtropischen und tropischen Regionen der Welt. In zahlreichen Regionen gilt die Art inzwischen als eingebürgert, so auch im Mittelmeergebiet, in Indien, auf den westindischen Inseln, den kanarischen Inseln und in Mexiko.
Die wissenschaftliche Erstbeschreibung als Aloe perfoliata var. vera wurde 1753 von Carl von Linné vorgenommen. Nicolaas Laurens Burman erhob die Varietät 1768 in den Rang einer Art. Philip Miller schlug im selben Jahr den Namen Aloe barbadensis vor und verwies dabei auf den von Caspar Bauhin bereits 1620 verwendeten Namen Aloe vulgaris. Aufgrund der späteren Veröffentlichung Millers hat der Artname Aloe vera Priorität vor dem Namen Aloe barbadensis.
Weitere Synonyme sind Aloe perfoliata var. barbadensis (Mill.) Aiton (1789), Aloe vulgaris Lam. (1783), Aloe elongata Murray (1789), Aloe flava Pers. (1805), Aloe barbadensis var. chinensis Haw. (1819), Aloe chinensis (Haw.) Baker (1877), Aloe vera var. chinensis (Haw.) A.Berger (1908)
Aloe indica Royle (1839), Aloe vera var. littoralis J.König ex Baker (1880), Aloe lanzae Tod. (1891), Aloe vera var. lanzae (Tod.) Baker (1908) und Aloe vera var. wratislaviensis Kostecka-Madalska (1953).

## Verwendung

### Aloe-vera-Gel
Aloe-vera-Gel wird aus dem Wasserspeichergewebe der Blätter der Echten Aloe gewonnen. Durch den Gehalt an hauptsächlich aus D-Glucose und D-Mannose aufgebauten Polysacchariden weist es eine schleimartige Konsistenz auf. Das Gel kann ferner Einfachzucker wie Glucose, Mannose, Galactose und Xylose sowie wasserlösliche Vitamine, Aminosäuren, Amylase, alkalische Phosphatase, Lipase und Salicylsäure enthalten, außerdem Glykoproteine und Aloenine. Aloe-vera-Gel ist bei entsprechend sorgfältiger Gewinnung frei von dem abführend wirkenden Aloin, das außerhalb des Wasserspeichergewebes in dem gelben Saft unter der Blattrinde vorkommt.
Aloe-vera-Gel wird unter anderem kosmetisch eingesetzt. Aufgrund der Studienlage kann es nicht zur medizinischen Anwendung empfohlen werden.

## Nachweise

## Weiterführende Literatur
- Nuria Chinchilla, Ceferino Carrera, Alexandra G. Durán, Mariola Macías, Ascensión Torres, Francisco A. Macías: Aloe barbadensis: how a miraculous plant becomes reality. In: Phytochemistry Reviews. Band 12, S. 581–602, 2013 (doi:10.1007/s11101-013-9323-3).